# Bezpieczeństwo finansowe
Bezpieczeństwo finansowe – najogólniej rzecz ujmując to zdolność do pozyskania środków pieniężnych w sytuacji, gdy zachodzi taka potrzeba. Jest to stan (niezagrożenia), który daje poczucie pewności funkcjonowania podmiotu oraz szansę na jego rozwój. Bezpieczeństwo finansowe rozumiane jest również jako stan pośredni w budowaniu niezależności finansowej. Antonimem tego pojęcia jest zagrożenie finansowe.
Pojęcie bezpieczeństwa finansowego nie jest jednoznaczne. Może być rozpatrywane z perspektywy: państwa, osoby fizycznej, przedsiębiorstwa czy sektora finansowego.

## Bezpieczeństwo finansowe państwa i rynku finansowego
Odnosząc to pojęcie do państwa, można je definiować jako ogół regulacji prawnych oraz samoregulacji mających na celu zapewnienie stabilności finansowej oraz ochronę interesów uczestników rynku korzystających z usług pośredników finansowych, a także ogół instytucji odpowiadających za kontrolę przestrzegania tych regulacji i samoregulacji. W jeszcze innym ujęciu jest to zespół rozwiązań instytucjonalnych i regulacji prawnych, mających na celu ochronę systemu finansowego przed destabilizacją.
Bezpieczeństwo finansowe według tego ujęcia związane jest z koniecznością prowadzenia działań o charakterze stabilizacji finansowej. Związane z nim są dwa rodzaje czynników: wewnętrzne i zewnętrzne.
Czynniki wewnętrzne bezpieczeństwa finansowego:
- bezpieczeństwo instytucji finansowych (kondycja ekonomiczno-finansowa, system zarządzania ryzykiem);
- bezpieczeństwo transakcji finansowych (wiarygodność finansowa kontrahenta, przedmiot transakcji, system rozliczeń);
- bezpieczeństwo segmentów rynku finansowego (mechanizm funkcjonowania danego rynku, zachowania uczestników);
- bezpieczeństwo klienta rynku finansowego (asymetria informacji, system ochrony).

Czynniki zewnętrzne bezpieczeństwa finansowego to przede wszystkim sieć bezpieczeństwa finansowego państwa, którą tworzą następujące podmioty: rządy (reprezentowane przez ministra finansów), banki centralne, instytucje nadzoru finansowego, systemy gwarantowania depozytów.

## Bezpieczeństwo finansowe konsumentów (finanse osobiste)
Nieco inne znaczenie ma to pojęcie w finansach osobistych – nie dotyczy systemu finansowego ani stanu równowagi finansowej pomiędzy wydatkami i przychodami w danym momencie, ale w ogóle bezpieczeństwa zgromadzonego majątku i jego pomnażania (ma zatem istotny związek z budżetem domowym i powinno być rozpatrywane w długiej perspektywie). Odnosi się zatem do ogółu decyzji finansowych, które podejmujemy w związku z gospodarowaniem majątkiem, a w szczególności do systematycznego tworzenia kapitału (funduszu awaryjnego, rezerwowego), dzięki któremu można sfinansować nagłe, niespodziewane wydatki.
W teorii finansów osobistych, bezpieczeństwo finansowe rozumie się jako sytuację, w której dana osoba/rodzina dysponuje takimi zasobami finansowymi, które pozwalają przeżyć „w normalny” sposób 6-12 miesięcy bez bieżących dochodów.

## Bezpieczeństwo finansowe przedsiębiorstwa
W ujęcu finansów przedsiębiorstw jest to finansowa gwarancja istnienia i rozwoju podmiotu gospodarczego, która powstaje w wyniku codziennych starań zarządzających przedsiębiorstwem zmierzających do zapewnienia dobrej kondycji finansowej.